# Quadrulina
Quadrulina es un género de foraminífero bentónico considerado un sinónimo posterior de Spirofrondicularia de la subfamilia Polymorphininae, de la familia Polymorphinidae, de la superfamilia Polymorphinoidea, del suborden Lagenina y del orden Lagenida. Su especie-tipo era Polymorphina rhabdogonioides. Su rango cronoestratigráfico abarcaba el Triásico superior.

## Discusión
Clasificaciones previas incluían Quadrulina en la superfamilia Nodosarioidea.

## Clasificación
Quadrulina incluía a las siguientes especies:
- Quadrulina anatififormis †
- Quadrulina brunsviga †
- Quadrulina rhabdogonioides †

Otra especie considerada en Quadrulina es:
- Quadrulina vigulinoides †, de posición genérica incierta